# Hemeroscopèon
|  | No s'ha de confondre amb Hemeroscop. |

Hemeroscopèon (grec antic: Ἡμεροσκοπεῖον, literalment 'lloc de guàrdia') és un assentament grec citat per Estrabó i identificat amb la ciutat romana de Diànium. Estrabó la situa entre Cartago Nova i el riu Xúquer, i diu que fou establerta per grecs de Massàlia i que tenia un temple dedicat a Àrtemis efèsia. Del text es deixa entreveure que Hemeroscopèon seria una colònia grega que, amb la dominació romana, passaria a dir-se Dianium per causa de la importància del seu santuari. Tot i això, no hi ha rastre arqueològic de possibles colons, ni tan sols comerciants, d'origen grec a la zona del Montgó. Per aquest motiu, la historiografia moderna tendeix a considerar aquest origen hel·lènic per Dènia com a fantàstic. Més aviat, la ciutat de Diànium fou fundada el segle i aC, com mostra l'evidència arqueològica, i tal vegada amb relació a la Guerra de Sertori, tal com diuen les fonts (aquesta vegada compatibles amb l'evidència arqueològica). L'origen hel·lènic de Dénia és, doncs, és una falsedat historiogràfica sorgida per una confusió d'Estrabó, el qual no va ser mai a la península.
El text d'Estrabó diu així:
| «                               | Μεταξὺ μὲν οὖν τοῦ Σούκρωνος καὶ τῆς Καρχηδόνος τρία πολίχνια Μασσαλιωτῶν εἰσιν οὐ πολὺ ἄπωθεν τοῦ ποταμοῦ· τούτων δ᾽ ἐστὶ γνωριμώτατον τὸ Ἡμεροσκοπεῖον, ἔχον ἐπὶ τῇ ἄκρᾳ τῆς Ἐφεσίας Ἀρτέμιδος ἱερὸν σφόδρα τιμώμενον͵ ᾧ ἐχρήσατο Σερτώριος ὁρμητηρίῳ κατὰ θάλατταν· ἐρυμνὸν γάρ ἐστι καὶ λῃστρικόν͵ κάτοπτον δὲ ἐκ πολλοῦ τοῖς προσπλέουσι͵ καλεῖται δὲ Διάνιον͵ οἷον Ἀρτεμίσιον͵ ἔχον σιδηρεῖα εὐφυῆ πλησίον καὶ νησίδια Πλανησίαν καὶ Πλουμβαρίαν καὶ λιμνοθάλατταν ὑπερκειμένην͵ ἔχουσαν ἐν κύκλῳ σταδίους τετρακοσίους. | Entre el riu Sucro i Cartago hi ha tres viles dels massaliotes, no gaire lluny del riu. La més coneguda és Hemeroscopèon, que al capdamunt hi té un santuari molt venerat dedicat a Àrtemis efèsia i que Sertori va fer servir base marítima, ja que està molt ben fortificada, la sovintegen els pirates i per mar és visible de molt lluny. També rep el nom de Diànion (és a dir, Artemísion) i a prop es troben bones mines de ferro, dues petites illes dites Planèsia i Plumbària, i un estuari d'un perímetre de quatre-cents estadis | » |
| — Estrabó, Geografia, III 4, 6. | | |   |